# Hoveizeh
Hoveizeh (persisch هویزه) ist eine Stadt in der Provinz Chuzestan im Südwesten des Iran. Im Jahr 2006 hatte Hoveizeh hochgerechnet 14.422 Einwohner.